# Hochdruckverfahren

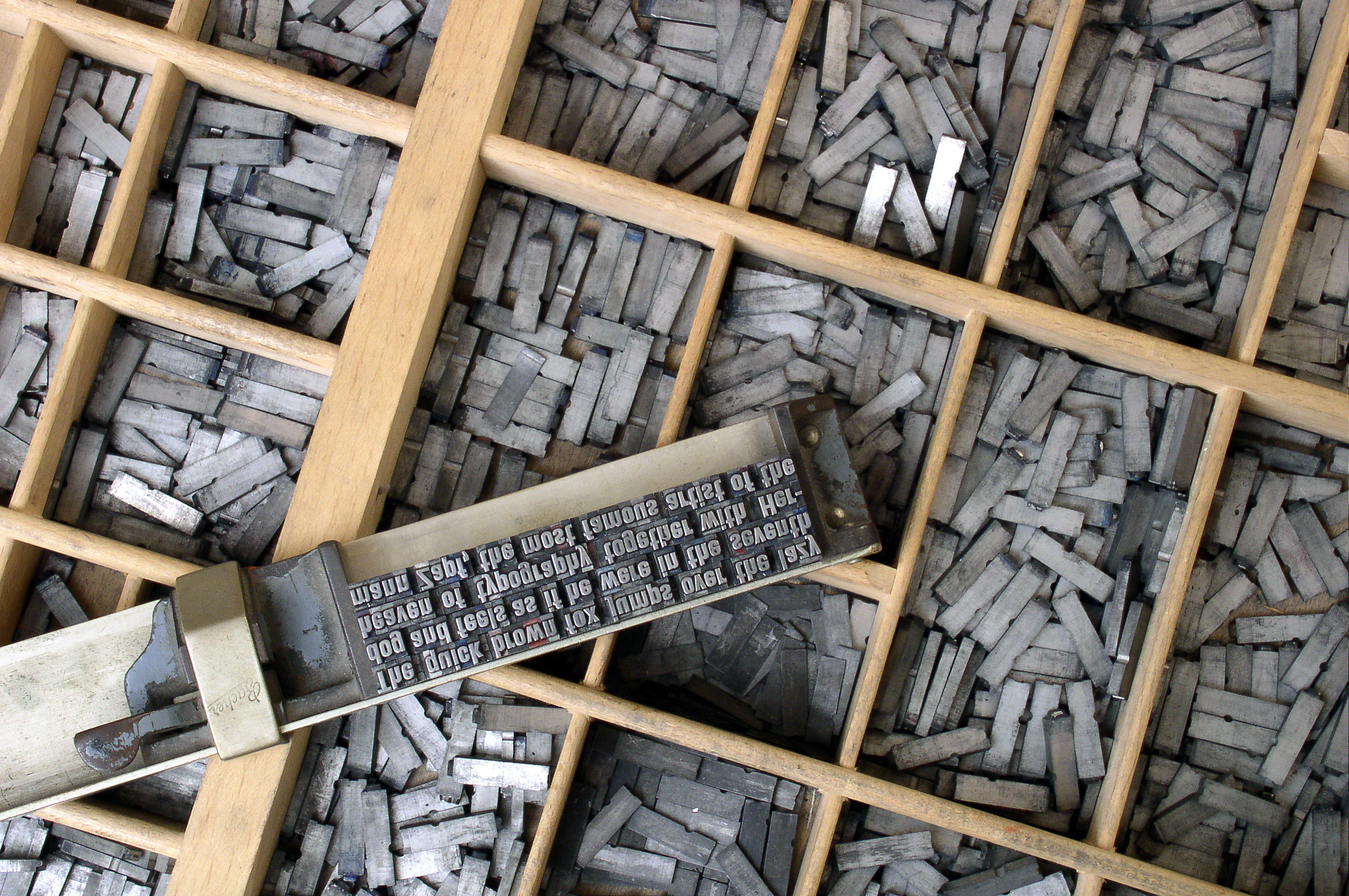
Einzellettern in einem Setzkasten mit einem Winkelhaken

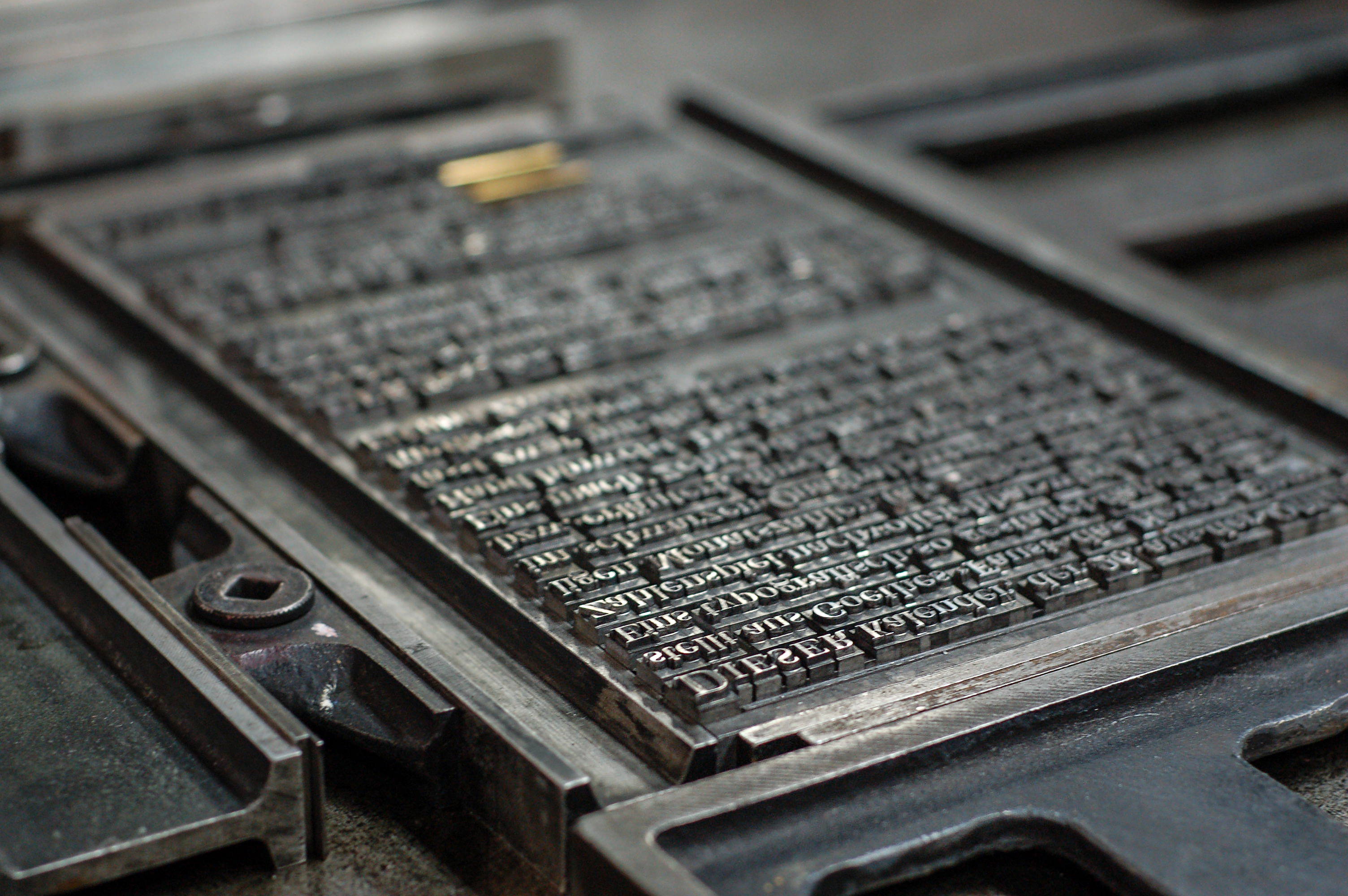
Schriftstock

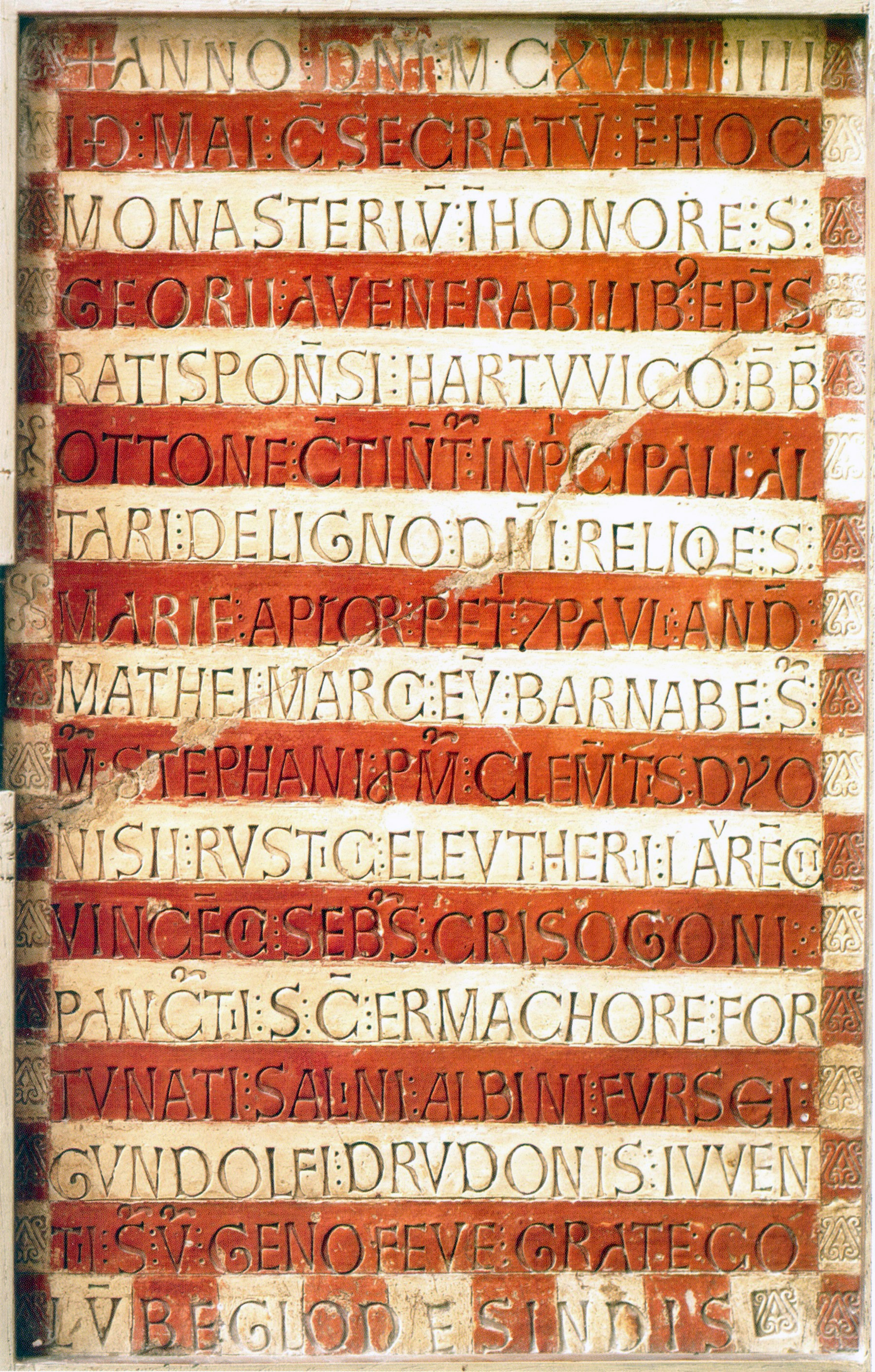
Prüfeninger Weiheinschrift von 1119, der Text wurde mittels Hochreliefstempel geschaffen

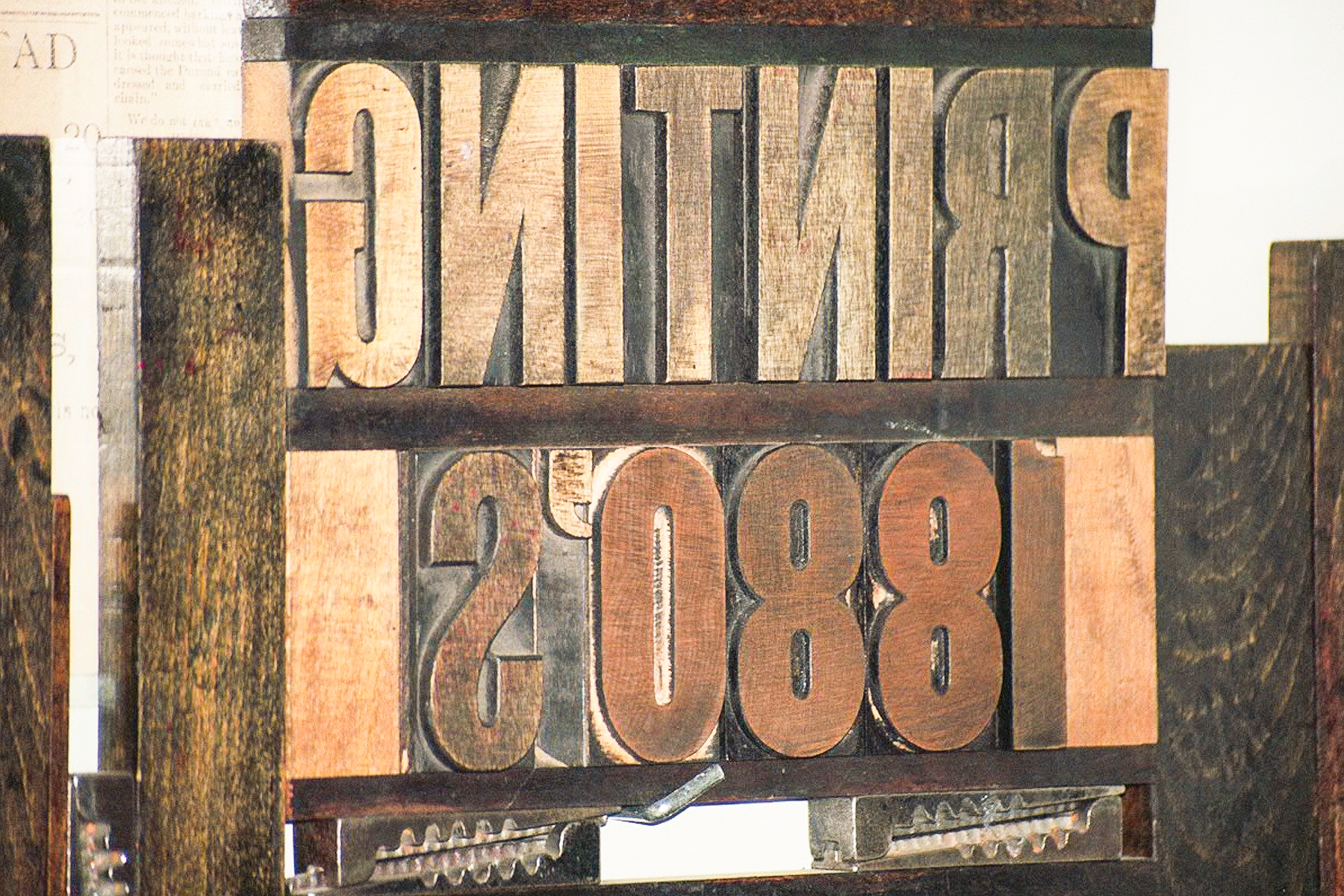
Historische Holzlettern

Der Hochdruck ist das älteste Druckverfahren. Das klassische und in Europa Johannes Gutenberg zugeschriebene Verfahren ist der Druck mit beweglichen Lettern. Die druckenden Teile sind erhaben. Abgedruckt werden nur die hochstehenden Linien, Stege oder Flächen der Druckform. Es ist ein direktes Druckverfahren, das heißt, die Druckplatte gibt die Farbe direkt auf den Druckträger, z. B. Papier, ab. Druckformen sind entweder Einzellettern, gegossene Schriftzeilen oder Klischees.

## Geschichte
Eine Art des Hochdrucks ist der Stempeldruck. Die ersten bekannten Stempel stammen aus dem Alten Orient. Im Altertum waren es vor allem die Materialien Ton oder Wachs, in die die Stempelformen gedrückt wurden. Die ältesten Drucke waren Präge- bzw. Blinddrucke ohne Druckfarbe. Ein bekanntes mittelalterliches Beispiel für den Druck in Ton ist die Prüfeninger Weiheinschrift von 1119.
Die Kunst des Stempelschneidens und Gravierens war seit dem 4. Jahrhundert bekannt. Schon im 8. Jahrhundert wurde der Hochdruck von den Chinesen angewendet. Das älteste erhaltene gedruckte Buch stammt aus dem Jahre 868. Es enthielt bereits im Holzschnitt angefertigte Illustrationen und eine im Holzblock geschnittene Schrift. Johannes Gutenberg erfand die Druckerpresse und den modernen Buchdruck im 15. Jahrhundert. Dadurch erfuhr das gedruckte Buch einen ungemeinen Aufschwung und verbreitete sich weltweit. Bis zum Ende des 18. Jahrhunderts gab es keine entscheidenden Neuerungen in diesem Bereich. Bis in die 1970er hinein war der Hochdruck das wichtigste Verfahren zur Herstellung von Büchern. Heute spielt er eine im Vergleich zu anderen Druckverfahren (z. B. Offsetdruck oder Digitaldruck) untergeordnete Rolle.

## Verfahren
Der Hochdruck ist ein mechanisches Druckverfahren. Die druckenden Teile sind auf dem Druckträger erhaben, während die nicht druckenden Teile vertieft liegen. Da der Hochdruck ein direktes Druckverfahren ist, das heißt die Druckform gibt die Farbe direkt auf den Bedruckstoff ab, muss das Druckbild auf der Druckform spiegelverkehrt sein. Das Druckbild wird zunächst eingefärbt und dann gegen den Bedruckstoff gepresst. Dabei können fast alle Papiere und Kartons gut verwendet werden.
Man unterscheidet je nach Beschaffenheit mehrere Arten von Druckformen. Harte Hochdruckformen sind aus Holz, Metall, Kupfer, Zink, Eisen, Stahl, Messing oder einer Legierung aus Blei, Antimon und Zinn. Sie haben durch ihren hohen Härtegrad auch eine hohe Widerstandskraft. Dies ermöglicht den Druck von hohen Auflagen.
Elastische Hochdruckformen bestehen aus Linoleum und Weich- und Hartgummi. Auf Grund ihrer hohen Elastizität ist nur ein Druck niedriger Auflagen möglich. Die plastischen Druckträger bestehen aus Kunststoff, Zelluloid, Karton oder synthetischen Harzen. Die Einzellettern bestehen aus Blei (Bleisatz), Holz oder Kunststoff. Klischees bestehen aus Zink oder Kunststoff. Um Klischees preiswert und schnell zu duplizieren, werden Stereotypien aus Blei hergestellt. Für Blind- und Heißprägungen werden Klischees aus Messinglegierungen, Zink und Stahl verwendet.
Ebenso wichtig für den Druck ist die Oberflächenbeschaffenheit der Druckplatte. Ob die Oberfläche rau, porös oder glatt ist, bestimmt die Farbaufnahme beim Einwalzen und die Farbabgabe beim Druck. Beispielsweise gibt die Kupferplatte viel der aufgenommenen Farbe wieder ab. Die Zink- und Eisenplatten hingegen behalten viel Farbe zurück.
Ein weiterer Druckträger ist die Wickelplatte, die vor allem im Letterset-Verfahren benutzt wird. Die Wickelplatte ist eine flexible fotopolymere Hochdruckplatte, auf der die druckenden Partien ebenfalls erhaben liegen. Vorlagen hierbei sind Negativfilme. Eine Zurichtung ist bei diesem Verfahren notwendig, um eine gleichmäßige Übertragung der Druckfarbe auf den Bedruckstoff gewährleisten zu können. Heute geschieht dies kaum noch per Hand, sondern mittels einer präparierten Folie. Die Zurichtung wird chemisch durchgeführt.

## Arbeitsablauf
Zunächst wird der Bleisatz gesetzt, die Klischees geätzt respektive die Abbildungen reproduziert. Nach dem Umbruch bzw. der Seitenmontage werden das Ausschließen und die Formenmontage vorgenommen. Nach dem Einrichten und Zurichten der Druckmaschine werden die Farben eingerichtet und der Auflagendruck vorgenommen.

## Merkmale
Das Druckbild des Hochdrucks ist an den prägnanten Quetschrändern der Buchstaben erkennbar. Des Weiteren lässt sich auf der Rückseite des bedruckten Bogens eine Schattierung erkennen. Ein leichtes Relief ist fühlbar. Mit diesem Verfahren lassen sich sehr scharfe Druckbilder herstellen. Ein weiteres Merkmal des Hochdrucks ist, dass die Druckplatten nur sehr kostenintensiv herzustellen sind im Gegensatz zu den Druckplatten anderer Druckverfahren.

## Anwendung
Der Hochdruck wird in seiner klassischen Form heute kaum noch angewendet. Die Herstellung der Druckplatten ist teuer. Ebenso kostenintensiv ist deren Einrichtung, da eine Zurichtung vorgenommen werden muss. Zur Aufbewahrung des Satzes wird viel Platz benötigt. Die Lettern sind in dem Stehsatz gebunden und können nicht weiter verwendet werden.
Heutzutage werden fast nur noch handwerklich sehr anspruchsvolle Druckgrafiken oder künstlerisch gestaltete Bücher im klassischen Hochdruck hergestellt. Im künstlerischen Bereich gehören zu den Hochdruckverfahren der Holzschnitt und der Holzstich sowie der Linolschnitt. Eine besondere Art des Hochdrucks ist der Letterset oder indirekte Hochdruck, der oft fälschlicherweise als Trockenoffset bezeichnet wird.
Bei umfangreichen Druckprojekten ist der Buchdruck zu material- und zeitaufwendig und damit unwirtschaftlich geworden. Einige kleine Druckereien besitzen aber heute noch Bleischriften und Druckmaschinen, um zum Beispiel Todesanzeigen schnell herstellen zu können. Der in Druckereien gängige Ausspruch „Kunde sitzt auf der Treppe und weint“ hat seinen Ursprung in einem Todesfall, bedeutete aber, dass die Drucksache sofort benötigt wurde.
Die wichtigste kulturelle Revolution der letzten fünf Jahrhunderte war der Buchdruck bzw. Hochdruck. Der Buchdruck wird als Hochdruck bezeichnet, weil die Druckelemente erhaben sind. Seit etwa 2015 ist der Buchdruck sogar wieder „modern“ und zeitgemäß geworden, der traditionelle Buchdruck erlebt durch die Neuentdeckung der handwerklichen oder künstlerischen Tätigkeiten eine Renaissance, derzeit meistens in „kreativen Kreisen“ und unter seinem englischen Namen Letterpress.
Durch das reliefartige Druckbild bietet die Buchdruckerkunst auffallende haptische und visuelle Erlebnisse. Im Gegensatz dazu kann der moderne Digital- und Offsetdruck diese Erlebnisse nicht darstellen. Heutzutage übt man im Letterpress mehr Druck als im traditionellen Buchdruck aus und erhält dadurch ein reliefartiges Druckbild.
Die jahrhundertealte Handwerkskunst wird heutzutage neben den klassischen Druckprodukten wie Visitenkarten, Einladungskarten oder Hochzeitskarten auch für Buchcover, Weihnachtskarten, Postkarten, Lesezeichen, Hangtags und für viele andere Druckerzeugnisse verwendet.

## Druckmaschinen

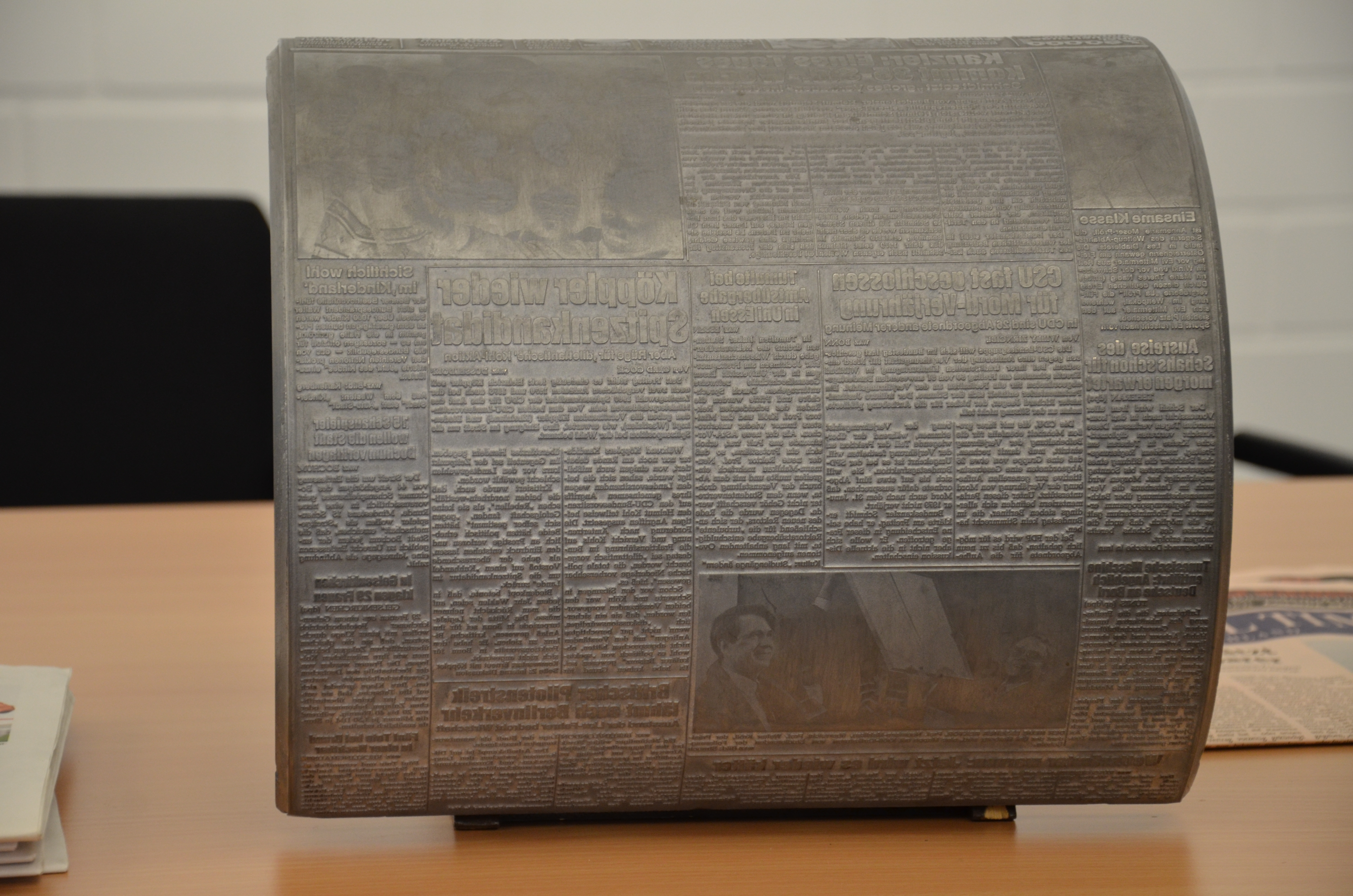
Veraltete Hochdruckform im Zeitungsdruck (hier WAZ)

Es gibt verschiedene Druckmaschinen für das Hochdruckverfahren:
- Tiegeldruckpressen funktionieren nach dem Druckprinzip Fläche gegen Fläche, wobei der Bedruckstoff mit großer Kraft gegen den Druckträger gepresst wird. Auf diesen kleinen Druckmaschinen sind Drucke bis zu einem Format von DIN A3 möglich.
- Stoppzylinderschnellpressen ermöglichen einen Druck bis zu einem Format von 72 × 104 cm. Hier wird das Papier auf einen Zylinder gespannt und über den flachen Druckträger gerollt. Hier lässt sich zwischen Einfarben- und Zweifarbenmaschinen unterscheiden. Da nur etwa 5000 Drucke pro Stunde produziert werden können, kommt dieses Verfahren kaum noch zur Anwendung.
- Rotationsdruckmaschinen funktionieren nach dem Prinzip rund gegen rund, das heißt, das Papier läuft zwischen dem Plattenzylinder, dem Druckträger, und dem Gegendruckzylinder und nimmt die Farbe ab. Der Schön- und Widerdruck sind in einem Durchgang möglich. Außerdem können mehrere Plattenzylinder derart hintereinander geschaltet werden, dass mehrfarbige Drucke auch in einem Druckvorgang möglich sind. Die Druckleistung dieser Maschine liegt bei 30.000 Drucken pro Stunde. Falz- und Nummerierwerke sind oft an die Maschine angeschlossen, so dass der Produktionsvorgang weiter rationalisiert werden kann.
- Die Cameron-Hochdruckrollenpresse ist eine Sonderform des Hochdrucks. Auf zwei endlos rotierenden Gurten für den Schön- und Widerdruck werden flexible Fotopolymerplatten befestigt. Im ersten Druckgang wird die gesamte Papierbahn im Schöndruck bedruckt. Im zweiten Druckgang wird der Widerdruck durchgeführt. Anschließend erfolgt die Druckweiterverarbeitung.

## Milchtütendruck
Der Milchtütendruck ist eine besonders einfache Variante, geeignet für Kinder. Dafür wird eine viereckige Tetra-Pak-Milchtüte aufgeschnitten auf der Innenseite wird das Motiv aufgezeichnet oder von einer Vorlage abgepaust. Mit einem Kugelschreiber oder einem Holzstab mit Rundspitze wird das Motiv so nachgezeichnet, dass sich im Karton Rillen bilden. Die Linoldruckfarbe wird wie beim Linoldruck mit einer Hartgummirolle auf einer Glasplatte verteilt und dünn auf die Walze aufgenommen und ebenso dünn auf der Milchtüte verteilt. Ein Papier auf die eingefärbte Milchtüte mit einer sauberen zweiten Hartgummiwalze angepresst ergibt einen Hochdruck. Wenn man die Rillen mit einem Kunststoffspachtel oder einer alten Kreditkarte mit Farbe füllt und anschließend die Flächen mit etwas Küchenpapier säubert, erhält man ein Tiefdruckverfahren. Statt der Hand-Hartgummiwalze kann man auch eine Pastamaschine zweckentfremden und das Papier und die Milchtüte mit Küchenpapier beidseitig abdecken und außen beidseitig ein dünnes Stück Filz auflegen und das ganze Paket durch die Pastamaschine drehen.